# Vivere, amare, capirsi
Vivere, amare, capirsi è un libro scritto da Leo Buscaglia, docente presso la Southern California di Los Angeles, pubblicato nella sua prima edizione in lingua inglese durante l'anno 1982.

## Struttura
L'autore, diversamente dai soliti trattati psicologici sull'arte dell'amore infarciti di concetti, teorie e modelli, preferisce descrivere l'amore attraverso modi di vivere, spesso tratti da aneddoti personali o da spunti letterari di altri scrittori. Il linguaggio è semplice e chiaro, lo stile è divulgativo anche se il piglio è pur sempre accademico, visto che i vari capitoli sono tratti da una serie di corsi universitari svolti dallo stesso Buscaglia.
Nel primo capitolo, il professore spiega come sia riuscito ad ottenere l'incarico di docente per un corso sull'amore e chiarisce quali debbano essere le caratteristiche ideali per un insegnante, tra le quali ricorda la capacità di uscire fuori dal ruolo e di assumere una dimensione umana. L'autore affrontando l'argomento del vivere insieme, narra la sua esperienza biennale in Asia, presso monasteri buddisti, zen, ashram e varie località del continente, dove ha potuto sperimentare altre dimensioni del vivere insieme.
Nelle pagine seguenti, Buscaglia descrive da un lato la capacità di imparare ad amare e dall'altro il concetto di noi stessi rapportato all'ambiente circostante. Buscaglia consiglia al lettore di rintracciare la propria strada in modo autonomo, senza farsela imporre dagli altri e soprattutto indica nella autenticità e nella spontaneità le armi migliori per vivere bene con noi stessi.
Il terzo capitolo esplora il tema dei valori essenziali per l'essere umano, consiglia di vivere oggi e non domani, di perseguire la retta conoscenza, la saggezza, la compassione, l'armonia, la creatività, la forza, la pace, la gioia, l'amore, l'unità.
Di una notevole emblematicità sono gli aneddoti raccontati dall'autore, soprattutto quelli che rievocano le sue origini italiane e i suoi momenti familiari difficili e precari dal punto di vista finanziario dai quali emerge la figura materna, saggia e luminosa pur nella sua evidente semplicità.
Concludendo, Buscaglia indica nella via dell'affetto, della speranza, della fede, della fiducia, del bene e dell'amore la via della vita e del vivere amando nella comprensione reciproca.

## Edizioni
- Leo Buscaglia, Vivere, amare, capirsi, Arnoldo Mondadori Editore, 1995,  pp.255 cap.13, ISBN 978-88-04-41380-6.